# مطيافية الامتصاص

امتصاص اشعة كهرومغناطيسية: مصدر ضوء أبيض يصدر طيفا من مختلف أطوال الموجة - (أطوال موجات الضوء 400 - 700 نانومتر) - وتوجه الأشعة على عينة. فإذا توافقت طول موجة أحد أشعة الضوء مع فجوة طاقة أحد الجزيئات (اللون الأخضر) فيمتصه الجزيئ. أما الفوتونات الأخرى فلا تتأثر بالامتصاص وتنفذ من قارورة العينة إلى المكشاف. وبمقارنة التهوين في شعاع الضوء قبل وبعد الامتصاص ينتج طيف الامتصاص.

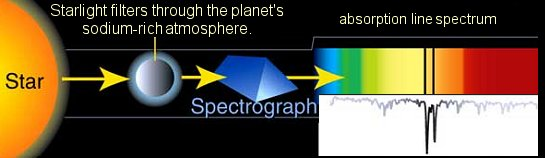
كان مطيافية الامتصاص هو أول عملية تحليل لمكونات جو كوكب خارج المجموعة الشمسية اكتشف عام 2001. قام الصوديوم بترشيح ضوء النجم الغريب HD 209458 عند عبور كوكب المشتري أمامه (جو المشتري غني بالصوديوم). والصور توضح عملية التحليل وقياس طيف الامتصاص. صورة معارة من : A. Feild, STScI / ناسا website.

مطيافية الامتصاص هي إحدى علوم المطيافية التي تتضمن مجموعة تقنيات تقيس امتصاص الإشعاع الكهرومغناطيسي، كدالة للتردد أو الطول الموجي، بسبب تفاعله مع العينة. تمتص العينة الطاقة، أي الفوتونات، من المجال المشع. تختلف شدة الامتصاص كدالة للتردد، وهذا الاختلاف هو طيف الامتصاص. وتتم عبر الطيف الكهرومغناطيسي.
تُستخدم مطيافية الامتصاص كأداة كيميائية تحليلية لتحديد وجود مادة معينة في العينة، وفي كثير من الحالات، لتحديد كمية المادة الموجودة. تعد المطيافية بالأشعة تحت الحمراء والأشعة فوق البنفسجية والمرئية شائعة بشكل خاص في التطبيقات التحليلية. وتُستخدم مطيافية الامتصاص أيضًا في دراسات الفيزياء الجزيئية والذرية، والتحليل الطيفي الفلكي والاستشعار عن بعد.
هناك مجموعة واسعة من الأساليب التجريبية لقياس أطياف الامتصاص، والترتيب الأكثر شيوعًا هو توجيه شعاع متولد من الإشعاع إلى العينة واكتشاف شدة الإشعاع الذي يمر عبرها، ويمكن استخدام الطاقة المنقولة لحساب طيف الامتصاص، ويختلف المصدر وترتيب العينات وتقنية الكشف بشكل كبير حسب نطاق التردد والغرض من التجربة. وفيما يلي الأنواع الرئيسية لمطيافية الامتصاص:
| # | الاشعاع الكهرومغناطيسي         | النوع                                                                 |
| - | ------------------------------ | --------------------------------------------------------------------- |
| 1 | الأشعة السينية                 | مطيافية امتصاص الأشعة السينية [الإنجليزية]                            |
| 2 | الأشعة فوق البنفسجية – المرئية | مطيافية الأشعة المرئية وفوق البنفسجية                                 |
| 3 | الأشعة تحت الحمراء             | مطيافية امتصاص الأشعة تحت الحمراء                                     |
| 4 | الميكروويف                     | مطيافية امتصاص الميكروويف                                             |
| 5 | موجة الراديو                   | مطيافية الرنين المغناطيسي الإلكتروني مطيافية الرنين المغناطيسي النووي |

## طيف الامتصاص
ينشأ طيف الامتصاص لعنصر ما عندما يمر شعاع ضوء أبيض خلال ذلك العنصر أو بخار العنصر فينتج طيف به خطوط سوداء عند ترددات محددة ومميزة للعنصر. وطيف الامتصاص هو عكس طيف الإصدار الذري. ينشأ الطيف عموما عندما تثار ذرات عنصر ما بفعل الحرارة مثلا، مما يجعل إلكترونات الذرة تترك مداراتها المنخفضة ذات المستوي المنخفض وتنتقل إلى مستوي طاقة أعلى. لكن الإلكترون لا يستطيع أن يبقى طويلا في هذه الحالة المثارة، فسرعان ما يقفز من المدار العالي الطاقة إلى مدار منخفض الطاقة ويصحب ذلك أن الإلكترون يصدر فارق طاقتي المدارالعالي والمدار المنخفض على هيئة شعاع ضوء ذي تردد محدد (فوتون). وبحسب قفزة الإلكترون من المدار الرابع مثلا إلى المدار الثاني في الذرة، أو من المدار الثالث إلى المدار الثاني فكل قفزة من تلك القفزات تتميز بشعاع ضوء ذي تردد محدد. وتشكل مجموع تلك الإشعاعات والتي تظهر في الطيف على هيئة خطوط، وهي تعدّ بصمة مميزة يمكن بها معرفة العنصر المصدر لها، إذ أن لكل عنصر طيفه المميز وبالتالى بصمته المميزة. وفي حالة طيف الامتصاص، فعندما ندع شعاع ضوء أبيض يتخلل بخار عنصر، يحدث أن ذرات العنصر تمتص بصفة مميزة تلك الترددات المميزة لها، ويظهر الطيف الناتج فاقدا لخطوط تلك الترددات، فتبدوا كخطوط سوداء. ومن هذه يمكننا التعرف على العنصر المتسبب في هذا الامتصاص.

## تطبيقاته

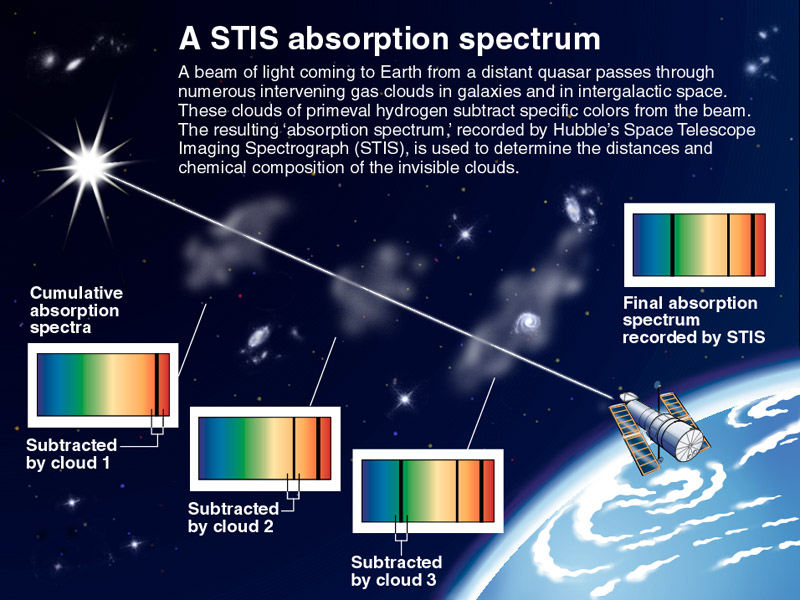
تعيين أنواع الجزيئات الموجودة في الغبار الكوني بين وحول المجرات عن طريق قياس طيف الامتصاص بواسطة مرصد هابل الفضائي. ينتج عن امتصاص عنصر معين لخط من طيفه خطا أسودا في الطيف.

- يستخدم طيف الامتصاص في قياس الغازات الضارة بالبيئة الموجودة في الجو، إذ يمكن به معرفة كل غاز من بين الغازات المختلطة بالهواء. كما يستعمل كثيرا في القياسات الفلكية للمجرات وتحليل الغبار الكوني وما يحويه من كربون وسيليكون وحديد وغيرها. كما باستطاعته تعيين أنواع الغازات والجزيئات بل أيضا ًكثافة كل منها.

## اقرأ أيضاً
- ذرة
- امتصاص رنيني
- طيف كهرومغناطيسي
- طيف الانبعاث
- معامل امتصاص
- توهين